# Metody ab initio w chemii kwantowej
Metody ab initio – metody obliczeniowe chemii kwantowej, które polegają na przybliżonym rozwiązywaniu równania Schrödingera (lub jego relatywistycznych odpowiedników w relatywistycznej chemii kwantowej) bez dopasowywania używanego modelu do danych eksperymentalnych. Jedynymi wartościami eksperymentalnymi, z których korzysta się w metodach ab initio, są uniwersalne stałe fizyczne. Nazwa pochodzi od łacińskiego wyrażenia od początku. Termin ab initio został prawdopodobnie użyty po raz pierwszy w tym kontekście w 1950 roku.
Do najczęściej używanych metod ab initio należą:
- metoda Hartree-Focka,
- metoda rachunku zaburzeń Møllera-Plesseta (ang. Møller-Plesset perturbation theory, MPn),
- metoda oddziaływania konfiguracji,
- wielokonfiguracyjna metoda pola samouzgodnionego (ang. Multi-configurational self-consistent field, MCSCF),
- metoda sprzężonych klasterów (ang. Coupled Cluster, CC).

Nieco mniej popularną obecnie, ale mającą duże znaczenie historyczne i interpretacyjne, jest metoda wiązań walencyjnych.
Jest sprawą dyskusyjną, czy do metod ab initio można zaliczyć metody wywodzące się z teorii funkcjonału gęstości, jako że większość obecnie używanych w tej metodzie funkcjonałów korelacyjno-wymiennych dopasowywana jest tak, by najlepiej odtworzyć dane eksperymentalne, co wykracza poza filozofię metod ab initio.
Drugą grupę, obok metod ab initio, metod obliczeniowych używaną w chemii kwantowej stanowią metody półempiryczne.
Obliczenia metodami można wykonywać między innymi za pomocą programów:
- Amsterdam Density Functional,
- Dalton,
- GAMESS,
- GAUSSIAN,
- Jaguar,
- MOLCAS,
- MOLPRO,
- NWChem,
- psi,
- Q-Chem,
- TURBOMOLE.